# Manfred Jessen-Klingenberg
Manfred Jessen-Klingenberg (* 13. November 1933 in Norderstapel; † 1. April 2009 in Oldenburg in Holstein) war ein deutscher Historiker. Er galt als „einer der profiliertesten Landeshistoriker Schleswig-Holsteins.“

## Leben
Manfred Jessen-Klingenberg wuchs in Stapelholm auf und besuchte die Hermann-Tast-Schule in Husum. Nach dem Abitur begann er das Studium der Geschichte und der Lateinischen Philologie an der Christian-Albrechts-Universität zu Kiel, das er mit der Promotion und dem Staatsexamen für das Höhere Lehramt abschloss. Er wurde 1962 Wissenschaftlicher Assistent am Lehrstuhl für Schleswig-Holsteinische und Nordische Geschichte bei Alexander Scharff. Von 1977 bis 1998 war Jessen-Klingenberg Lehrer für Geschichte und Latein am Gymnasium Kronwerk in Rendsburg, unterbrochen durch eine Abordnung als Lehrkraft ans Historische Seminar der Universität Kiel (1986 bis 1990). Parallel lehrte er zwischen 1991 und 2000 an der Pädagogischen Hochschule Kiel bzw. ab 1994 an der Erziehungswissenschaftlichen Fakultät der Universität Kiel. 2000 wurde er zum Honorarprofessor der Christian-Albrechts-Universität zu Kiel ernannt. Seine Lehrtätigkeit setzte er, ebenso wie seine publizistische Arbeit, bis wenige Monate vor seinem Tod fort.
Einer seiner Söhne ist der Architekturhistoriker Detlef Jessen-Klingenberg.

## Wirken
Die Geschichte Schleswig-Holsteins – von der Früh- bis zur Zeitgeschichte – in Forschung, in Lehre und in weiteren Medien der Vermittlung stand im Mittelpunkt der Arbeit von Jessen-Klingenberg. In diesem Zusammenhang war er parallel zu seiner Hochschul-, Schul- und auch Volkshochschultätigkeit (Mit-)Herausgeber zahlreicher landes- und regionalgeschichtlicher Schriften und Periodika: Zeitschrift der Gesellschaft für Schleswig-Holsteinische Geschichte, Quellen und Forschungen zur Geschichte Schleswig-Holsteins (1990 bis 1995), Mitteilungen des Canal-Vereins (1980 bis 2008), Jahrbuch Demokratische Geschichte (1996 bis 2008), Veröffentlichungen des Beirats für Geschichte (1995 bis 2005). Darüber hinaus wirkte er „als Autor gutachterlicher Äußerungen zur Entwicklung der regionalen Geschichtslandschaft und Berater historischer oder musealer Projekte,“ u. a. in Gremien des Schleswig-Holsteinischen Heimatbundes, im Beirat des Nordfriisk Instituut (1968 bis 1984, von 1976 bis 1980 als dessen Sprecher) und im Beirat für Geschichte. Von Oktober 1998 bis zu seinem Tod hatte Jessen-Klingenberg den Vorsitz im Kuratorium des Instituts für schleswig-holsteinische Zeit- und Regionalgeschichte inne.
Die Schwerpunkte seines Forschungsinteresses lagen in der schleswig-holsteinischen Kanalgeschichte vom alten Eiderkanal bis zum Nord-Ostsee-Kanal, der Verfassungs- und Nationalbewegung des 19. Jahrhunderts, der Geschichte der dänisch-deutschen Beziehungen seit der Zeit des aufgeklärten Absolutismus inklusive Minderheiten- und Grenzlandproblematik sowie der Geschichte der Christian-Albrechts-Universität und der Geschichte Nordelbiens während der Weimarer Republik und im Nationalsozialismus. Aus der frühen Forschungsarbeit ragt besonders der 1968 in der Zeitschrift Geschichte in Wissenschaft und Unterricht veröffentlichte Aufsatz zum Wortlaut der Ausrufung der Republik durch Philipp Scheidemann heraus. Die „in der wissenschaftlichen Literatur immer wieder zitierte“ quellenkritische Untersuchung, in der er das fortan „vorherrschende […] Narrativ über Scheidemanns Auftritt“ entwickelt hatte, gilt auch fünfzig Jahre später als „nicht überholt.“
Jessen-Klingenberg galt als „Instanz“ in der schleswig-holsteinischen Geschichtsforschung. Seine Schriften und Aufsätze zeichneten sich, wie es hieß, durch einen „bekanntermaßen klaren Stil und die stringente Gedankenführung“ aus. Ihm wurde eine „ungewöhnliche Breite fachlicher Kompetenz“ attestiert, die aus seinem ausgeprägten allgemeinen historischen Interesse resultierte, das keine chronologischen und systematischen Begrenzungen kannte. Besondere wissenschaftliche Reputation unter den Historikern seiner Generation erwarb sich Jessen-Klingenberg durch seinen Einsatz für die dänisch-deutschen Beziehungen auf akademischer Ebene. Sein Nachlass befindet sich im Landesarchiv Schleswig-Holstein.

## Auszeichnungen und Ehrungen
1998 wurde Jessen-Klingenberg die Lornsen-Kette des Schleswig-Holsteinischen Heimatbundes verliehen. Im gleichen Jahr erschien anlässlich seines 65. Geburtstages die Festschrift Standpunkte zur neueren Geschichte Schleswig-Holsteins (siehe Veröffentlichungen). 2008 wurde er zum Ehrenherausgeber des Jahrbuchs Demokratische Geschichte ernannt. Ein posthumes Ehrenkolloquium zu seinem Gedenken, ursprünglich als öffentlicher Festakt zum 75. Geburtstag geplant, richtete das Institut für schleswig-holsteinische Zeit- und Regionalgeschichte am 20. November 2009 im Landesarchiv Schleswig aus.

## Veröffentlichungen (Auswahl)
Eine umfassende Bibliographie hat Hans F. Rothert im Jahrbuch Demokratische Geschichte veröffentlicht (siehe Literatur).
Monographien
- Eiderstedt 1713–1864. Landschaft und Landesherrschaft in königlich-absolutistischer Zeit. Wachholtz, Neumünster 1967 (= Quellen und Forschungen zur Geschichte Schleswig-Holsteins, Band 53).
- Universität und Land. Geschichte der Schleswig-Holsteinischen Universitätsgesellschaft von 1918 bis 1968. Hirt, Kiel 1971, ISBN 3-554-70335-4 (= Veröffentlichungen der Schleswig-Holsteinischen Universitätsgesellschaft zu Kiel. Neue Folge, Band 54).
- mit Ulrich March: Kleiner Atlas zur Geschichte Schleswig-Holsteins. Westermann Schulbuchverlag, Braunschweig 1986, ISBN 3-14-100999-6.
- Neuausgabe von: Geschichte Schleswig-Holsteins. Ein Überblick von Alexander Scharff. Fünfte, aktualisierte und überarbeitete Auflage, Verlag Ploetz, Freiburg/Würzburg 1991, ISBN 3-87640-340-5 (Geschichte der deutschen Länder, Territorien-Ploetz: Sonderausgaben) – (Inhaltsverzeichnis).
- mit Kurt Jürgensen: Universität und Land. Geschichte der Schleswig-Holsteinischen Universitäts-Gesellschaft 1918–1993. Wachholtz, Neumünster 1995, ISBN 3-529-02529-1.
- Standpunkte zur neueren Geschichte Schleswig-Holsteins. Hrsg. v. Reimer Hansen u. Jörn-Peter Leppien. Schleswig-Holsteinischer Geschichtsverlag, Malente 1998, ISBN 3-933862-25-4 (= Veröffentlichungen des Beirats für Geschichte der Gesellschaft für Politik und Bildung Schleswig-Holstein e. V., Band 20) (Inhaltsverzeichnis).
- mit Detlev Kraack, Hans Christian Segeberg: Der Kieler Matrosenaufstand und die Novemberrevolution 1918. Zwischen Befehlsverweigerung und demokratischem Neuanfang. Kiel 2004 (= Materialien für den Geschichtsunterricht, hrsg. vom Schleswig-Holsteinischen Heimatbund, ZDB-ID 21757057, Band 1).

Aufsätze
- Die Ausrufung der Republik durch Philipp Scheidemann am 9. November 1918. In: Geschichte in Wissenschaft und Unterricht. 19/1968, ISSN 0016-9056, S. 649–656.
- „Aufklären, beschämen, unterdrückte edlere Erinnerungen zur Auferstehung bringen.“ Vorrede zum Forschungsprogramm des Instituts für schleswig-holsteinische Zeit- und Regionalgeschichte (IZRG). Herausgegeben v. Grenzfriedensbund, Arbeitskreis zur Erforschung des Nationalsozialismus in Schleswig-Holstein (AKENS), Beirat für Geschichte der Arbeiterbewegung und Demokratie in Schleswig-Holstein. Grenzfriedensbund, Flensburg 1995, OCLC 257501752 (Beitrag aus Grenzfriedenshefte 4/1994, S. 164–175 (dein-ads.de [PDF; 453 KB])).
- „In allem widerstrebt uns dieses Volk.“ Rassistische und fremdenfeindliche Urteile über die Heimatvertriebenen und Flüchtlinge in Schleswig-Holstein 1945–46. In: Karl Heinrich Pohl (Hrsg.): Regionalgeschichte heute. Das Flüchtlingsproblem in Schleswig-Holstein nach 1945. Verlag für Regionalgeschichte, Bielefeld 1997, ISBN 3-89534-252-1, S. 81–95 (neu abgedruckt in: Standpunkte zur neueren Geschichte Schleswig-Holsteins, S. 145–158).
- Der Schleswig-Holsteinische Kanal – Eiderkanal. Vorgeschichte, Entstehung, Bedeutung. In: Mitteilungen der Gesellschaft für Kieler Stadtgeschichte. Band 85, 2010, Heft 3, ISSN 0173-0940, S. 113–123 (2007 mit geringfügigen Abweichungen online veröffentlicht auf der Webseite der Gemeinde Bovenau (Memento vom 11. September 2011 im Internet Archive; PDF; 305 kB)).

Herausgeberschaften
- Alexander Scharff. Schleswig-Holstein in der deutschen und nordeuropäischen Geschichte. Gesammelte Aufsätze. Stuttgart 1969 (= Kieler Historische Studien, Bd. 6.).
- mit Uwe Danker, Jörn-Peter Leppien: Reimer Hansen, Aus einem Jahrtausend historischer Nachbarschaft. Studien zur Geschichte Schleswigs, Holsteins und Dithmarschens. Malente 2005, ISBN 3-9338-6237-X (= Veröffentlichungen des Beirats für Geschichte, Bd. 22).
- mit Karl Heinrich Pohl: Sehestedt aus regionalgeschichtlicher Perspektive. Ein Beitrag zu einer modernen Ortsgeschichte. Kovač, Hamburg 2007, ISBN 3-8300-3020-7.